# Parker-Hannifin
Parker-Hannifin Corporation (original Parker Appliance Company) ist ein 1917 von Arthur L. Parker gegründetes Maschinenbauunternehmen aus den Vereinigten Staaten. Das Unternehmen ist im S&P 500 gelistet und wird seit 1964 als Aktie (PH) im NYSE gehandelt. Der Hauptsitz des Unternehmens befindet sich in Cleveland, Ohio, Vereinigte Staaten. Parker-Hannifin ist eines der größten Unternehmen der Welt in Motion-Control-Technologien, einschließlich der Luft- und Raumfahrt, Klimatechnik, Elektromechanik, Filtration, Flüssigstoff- und Gastransport, Hydraulik, Pneumatik, Prozesssteuerung, sowie Abdichtung und Abschirmung. Parker beschäftigt rund 62.000 Mitarbeiter in 48 Ländern. Die weltweite Unternehmensstruktur ist dabei unterteilt in 139 Divisionen mit insgesamt 309 Niederlassungen.

## Geschichte

### 1917–1950
Arthur L. Parker gründete Parker Hannifin als Parker Appliance Company 1917 in Ohio. In seinen frühen Jahren stellte das Unternehmen pneumatische Bremssysteme für Busse, LKW und Eisenbahnen her. 1919 stürzte Parkers LKW mit dem gesamten Inventar des Unternehmens eine Klippe hinab, sodass er in seine vorherige Anstellung zurückkehren musste. Aber im Jahr 1924 gründete Parker die Parker Appliance Company neu.
1927 hat Parker bereits für die Flugzeugindustrie produziert und hatte sich einen Ruf für zuverlässige Produkte erarbeitet. Vor seiner historischen Atlantiküberquerung verlangte Charles Lindbergh, dass sein Flugzeug, die Spirit of St. Louis, mit Komponenten von Parker ausgerüstet wird. Parker steuerte das System bei, das die 16 Treibstofftanks des Flugzeugs verband.
Während des Zweiten Weltkriegs boomte das Geschäft von Parker als bevorzugter Lieferant von Hydraulikkupplungen und Ventilen für die U.S. Air Force. 1943 verfügte Parker in Cleveland (Ohio) über 5000 Mitarbeiter. Nach Arthur Parkers Tod 1945 und dem Kriegsende ging das Unternehmen aufgrund des plötzlichen Auftragsrückgangs beinahe in Konkurs. Parkers Ehefrau, Helen Parker, übernahm die Leitung des Unternehmens und verhinderte den Bankrott. Sie stellte eine neue Geschäftsführung ein und richtete das Unternehmen wieder auf die industrielle Fertigung aus.

### 1950er bis 1960er Jahre
In den frühen 1950er Jahren setzte sich Parkers Geschäftsführung das Ziel, aus Parker das „General Electric der Fluidtechnik“ zu machen, wie es die New York Times ausdrückte – was dem Unternehmen in den kommenden Jahrzehnten erfolgreich gelingen sollte. 1957 übernahm das Unternehmen Hannifin, einen Hersteller von Ventilen und Zylinderprodukten, und änderte seinen Namen zu Parker Hannifin. Darauf folgten zahlreiche weitere Zukäufe, und 1979 vollzog das Unternehmen seine 40. Übernahme.
1953 begann Arthur Parkers Sohn Patrick S. Parker, in Vollzeit für das Unternehmen zu arbeiten. Er stieg 1968 zum President auf und diente Parker von 1971 bis 1983 als CEO sowie von 1977 bis 1999 als Chairman. Während und nach seiner Amtszeit wuchs Parker Hannifin erheblich, und der Umsatz stieg von 197 Mio. USD im Jahr 1968 auf über 7 Mrd. USD in 2005.
1964 wurden Parker Hannifins Aktien unter dem Ticker-Symbol PH erstmals an der New Yorker Börse gehandelt. 1966 gelangte das Unternehmen auf die Fortune-500-Liste. Das Unternehmen entwickelte Bauteile für die NASA-Rakete, die 1969 die ersten Menschen auf den Mond brachte.

### 1970er bis 1990er Jahre
1970 zwang eine Wirtschaftskrise das Unternehmen, sein Geschäftsfeld über die Fluidtechnik hinaus zu erweitern. In den folgenden Jahren begann Parker Hannifin, in die Automobilindustrie zu expandieren, die als stabilere Sparte angesehen wurde. Das Unternehmen baute zudem seine Präsenz in der Luft- und Raumfahrt aus und übernahm Hersteller von Flugsteuerungen sowie Flugzeugrädern und -bremsen. 1979 beschäftigte Parker Hannifin 20.000 Mitarbeiter an 100 Standorten und verkaufte 90.000 Artikel für Maschinen, Flugzeuge, Fahrzeuge und Baumaschinen an 60.000 Kunden. Das Unternehmen lieferte sogar einige Bauteile für den mechanischen Hai aus dem 1975 erschienenen Film Der weiße Hai.
1982 wurde Patrick Parker von Paul G. Schloemer als President des Unternehmens abgelöst (Parker blieb jedoch Chairman und CEO). Im selben Jahr trat Parker Hannifin in den mexikanischen Markt ein. Bis 2008 sollte Parker Hannifin Mexico 11 Standorte in dem Land betreiben, von denen sieben ausschließlich Teile für den US-amerikanischen Markt produzierten. 1988 erzielte das Unternehmen einen Umsatz von 2 Mrd. USD.
1993 eröffnete Parker Hannifin sein erstes „ParkerStore“-Einzelhandelsgeschäft in Cleveland. Innerhalb von 10 Jahren wuchs das ParkerStore-Netzwerk auf 200 Standorte in den USA und über 400 Standorte weltweit an. ParkerStores bieten eine Vielzahl von Parker Produkten, darunter Hydraulik- und Automatisierungskomponenten sowie Schläuche und Fittings. Die Standorte sind in der Nähe von Industriegebieten und bieten Käufern vor Ort industrielle Produkte. Parker-Hannifin-Systeme waren auch an der Steuerung des großformatigen Nachbaus der Titanic für den gleichnamigen Film von 1997 beteiligt. 1997 verlagerte Parker Hannifin seinen Hauptsitz von Cleveland in ein neues Gebäude in Mayfield Heights, einen Vorort von Cleveland. 1999 belief sich der Umsatz des Unternehmens auf etwa 5 Mrd. USD.

### 2000 bis heute
Im Jahr 2000 übernahm Parker Hannifin die Commercial Intertech Corporation, einen Hersteller von Hydrauliksystemen. Mit einem Kaufpreis von 366 Mio. USD war dies die bis dahin größte Übernahme von Parker Hannifin.
2001 präsentierte CEO Don Washkewicz die neue Win-Strategie des Unternehmens, um die Betriebsabläufe mit Lean-Startup-Methoden zu straffen. In den darauffolgenden Jahren wurden schlanke Abläufe in jedem Bereich von Parker Hannifin umgesetzt, sodass die Dauer der Angebotserstellung um 60 % und die Vorlaufzeiten für die Produktentwicklung um 25 % verkürzt werden konnten. Die Win-Strategie spielte schließlich eine bedeutende Rolle für das konstante Gewinnwachstum des Unternehmens.
2008 schloss Parker Hannifin Verträge mit einem Volumen von 2 Mrd. USD über die Herstellung von Kraftstoff- und Hydrauliksystemen für Airbus A350-Airliner ab, was dem Unternehmen in der Luft- und Raumfahrtbranche zu neuer Bedeutung verhalf. Zwei Jahre später spielten Parker Hannifins Produkte eine wichtige Rolle bei der Reparatur der Bohrplattform Deepwater Horizon.
2015 übernahm Thomas Williams die Funktion des CEO von Don Washkewicz. 2016 vollzog Parker Hannifin mit dem Kauf von Clarcor, einem Hersteller von Filtrationssystemen, für 4,3 Mrd. USD seine bis heute größte Übernahme.
Am 3. August 2021 wurde bekannt, dass das britische Engineering- und Aerospaceunternehmen Meggitt PLC für 8,8 Milliarden Dollar übernommen werden soll.

## Unternehmensbereiche
Parker-Hannifin ist in acht Unternehmensbereiche aufgeteilt.

### Parker Aerospace
Parker-Hannifin entwarf das Tanksystem für das Flugzeug von Charles Lindbergh, mit dem dieser den Atlantik überquerte. Ferner ist Parker-Hannifin der Hersteller derjenigen Hydraulikventile, die für den Ausfall der Hydraulik bei mehreren Flugzeugen vom Typ Boeing 737 sowie in mindestens zwei Fällen zum Absturz von Flugzeugen dieses Typs in den 1990er Jahren verantwortlich gemacht werden. Im November 2002 verpflichtete die US-amerikanische Flugaufsichtsbehörde FAA alle Fluglinien zu einer Überholung und Änderung der Hydraulikventile an den betriebenen Flugzeugen vom Typ Boeing 737.
Parker Climate Control
Parker Electromechanica
Parker Filtration

### Parker Fluid and Gas Handling

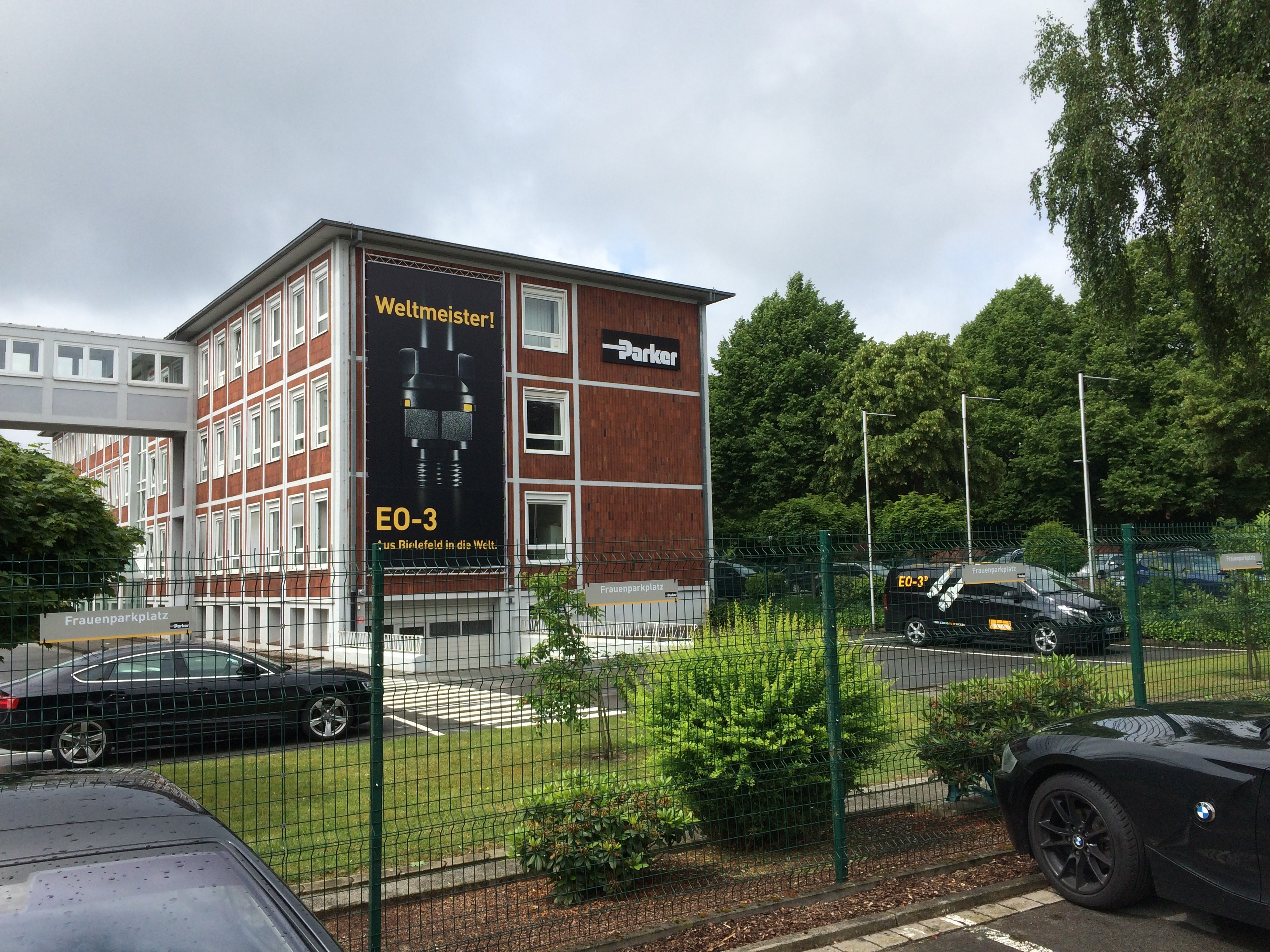
Hauptgebäude Parker TFDE, Bielefeld

#### Tube Fittings Division Europe
Die Tube Fittings Division Europe (TFDE) ist eine der größten Divisionen im europäischen Raum mit 5 Standorten. Hauptsitz der TFDE ist im ostwestfälischen Bielefeld, dazu kommen die Standort Schloss-Holte Stukenbrock, Augustdorf, Siechnice (Polen) und Stavanger (Norwegen). Die Tube Fittings Division Europe fertigt mit rd. 1.000 Mitarbeitern als Weltmarktführer weichdichtende Hochleistungsrohrverschraubungen und traditionelle metallisch dichtende Rohrverschraubungen. Der Hauptstandort in Bielefeld-Senne ging aus dem Werk der Ermeto-Verschraubungen (auch Ermeto-Armaturen GmbH) hervor und produziert noch heute primär Rohrverschraubungen. 1992 führte das Unternehmen die EO-2 Verschraubung ein, welche eine Weiterentwicklung der seit 1952 gefertigten Schneidring-Verschraubung (Ermeto-Verschraubung) darstellt. Die neueste Verschraubung ist die 2013 vorgestellte EO-3 Verschraubung, welche sich unter anderem durch einen Anzeigering zur Montagekontrolle auszeichnet. Absatzmärkte der TFDE sind neben der Automobilindustrie auch unter Anderen die Luftfahrtindustrie, die Eisenbahnindustrie, die Schifffahrts- und Offshore-Industrie, die Ölindustrie, sowie die Maschinenbauindustrie.
Parker Pneumatics
Parker Process Control
Sealing & Shielding

## Parker-Hannifin in Deutschland
1962 übernahm Parker in Köln die Niehler Maschinenfabrik (NMF) als ersten Produktionsstandort in Europa und trat damit auch in den deutschen Markt ein.
Die deutsche Vertriebszentrale der Parker Hannifin GmbH befindet sich in Kaarst (Nordrhein-Westfalen).
Das European distribution center (EDC) ist in Bielefeld ansässig.